# Ernst Boll

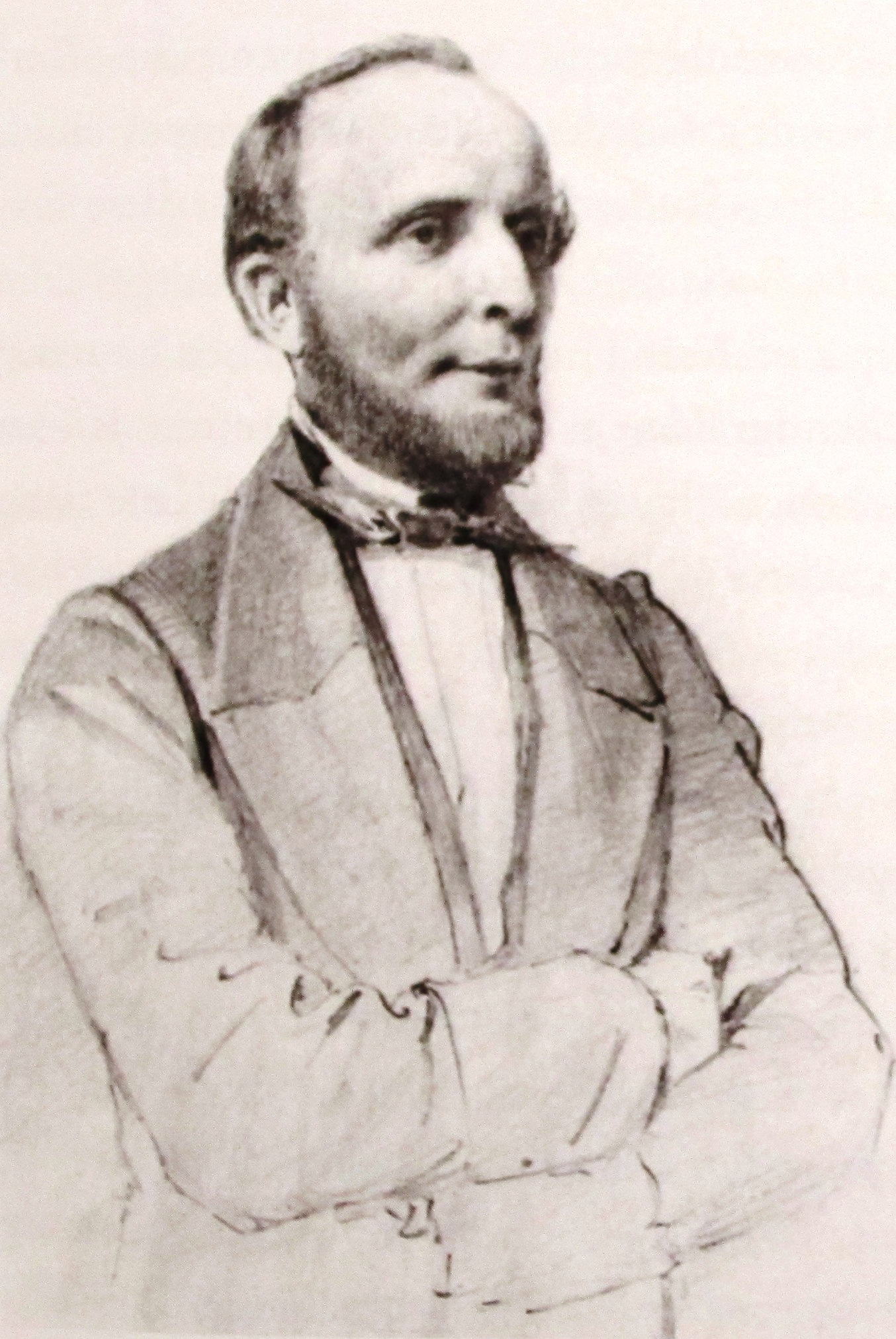
Ernst Boll. Zeichnung von Theodor Schloepke (1863)

Ernst Friedrich August Boll (* 21. September 1817 in Neubrandenburg; † 20. Januar 1868 ebenda) war als Privatgelehrter ein deutscher Naturforscher und Historiker. Er gilt als einer der Begründer der Naturforschung in Mecklenburg. Sein offizielles botanisches Autorenkürzel lautet „Boll“.

## Leben
Ernst Boll war jüngster Sohn und jüngstes von sechs Kindern des Neubrandenburger Pastors Franz Christian Boll (1775–1818) und dessen Frau Friederike, geb. Brückner (1780–1839), einer Tochter des Neubrandenburger Arztes Adolf Brückner (1744–1823). Vier seiner älteren Geschwister hatten das erste Lebensjahr nicht erreicht oder nur knapp überlebt.
Boll studierte in Berlin und Bonn Theologie und Naturwissenschaften. Nach Abschluss des Studiums arbeitete er 1842 als Hauslehrer in Friedland (Mecklenburg). Durch seinen Onkel Gustav Brückner (1789–1860) in Ludwigslust angeregt, der eine erste geologische Beschreibung Mecklenburgs verfasst hatte, wandte er sich zunächst der Geologie zu. Hierzu erfolgten 1846 und 1850 Veröffentlichungen. Weiterhin befasste er sich mit Botanik, Meteorologie, Petrographie und Zoologie.
Der seit einem Lungenleiden (Tuberkulose) in seiner Jugend ständig kränkelnde Boll fand keine Gelegenheit, einen eigenen Hausstand zu gründen. Über weite Strecken ohne festes Einkommen lebte er bis zu seinem Tode als Privatgelehrter und teilweise Privatlehrer in der Familie seines älteren Bruders Franz Boll (1805–1875), der Pastor und Praepositus in Neubrandenburg war, zugleich die unteren Klassen der dortigen Großen Stadtschule unterrichtete und sich seine Freizeit mit historischen und kirchengeschichtlichen Studien vertrieb. Beide Boll-Brüder ergänzten sich gegenseitig. Als Ernst Boll in den 1850er Jahren mit den Arbeiten an seiner Geschichte Mecklenburgs begann (1856 in 2 Bänden als Privatdruck erschienen; 1995 Reprint mit verschiedenen Zugaben), beteiligte sich daran auch Bruder Franz. Während das zu damaliger Zeit in seinen Betrachtungen ungewöhnlich moderne Werk aus Kreisen monarchisch orientierter Landeshistoriker heftigst angefeindet war, zählt es heute unbestritten zu den wichtigsten Standardwerken mecklenburgischer Landesgeschichtsschreibung.
1846 gehörte Ernst Boll zu den Gründungsmitgliedern des Vereins der Freunde der Naturgeschichte Mecklenburgs. Von 1847 bis zu seinem Tode 1868 redigierte er fast im Alleingang die unter dem Titel Archiv der Freunde … erscheinenden Jahrbücher des Vereins und wirkte darüber hinaus als dessen alleiniger Sekretär (= Geschäftsführer). Diese Schriftenreihe des Vereins, für die Boll zahlreiche naturwissenschaftliche Aufsätze, besonders zur Botanik und Geologie, selbst verfasste, gehört zu den umfassendsten naturwissenschaftlichen Dokumentationen im damaligen Mecklenburg.
Politisch engagierte er sich 1848 in der Neubrandenburger Reformbewegung und war Verfechter liberaler Ansichten. Dabei kam es zur ersten Begegnung mit dem Schriftsteller Fritz Reuter, aus der später in Reuters Neubrandenburger Zeit ein fester Freundschaftsbund erwuchs.
Bolls umfangreiche Gesteins- und Fossiliensammlung gelangte nach seinem Tod in die Sammlung des Neubrandenburger Museums und befindet sich heute in der Naturhistorischen Sammlung des Landes Mecklenburg-Vorpommern im Müritzeum in Waren.
Der Landtag Mecklenburg-Vorpommern vergibt zu Ehren von Ernst Boll seit 1992 den Ernst-Boll-Umweltpreis.

## Werke (Auswahl)
- Geognosie der deutschen Ostseeländer zwischen Eider und Oder. Brünslow, Neubrandenburg 1846 (Digitalisat).
- Die Insel Rügen. Reise-Erinnerungen. Bärensprung, Schwerin 1858 (Digitalisat).
- Abriß der physischen Geographie. Brünslow, Neubrandenburg 1850 (Digitalisat der 2., sehr verm. Aufl. (1859)).
- Flora von Meklenburg in geographischer, geschichtlicher, systematischer, statistischer u. s. w. Hinsicht. Brünslow, Neubrandenburg 1860 (Digitalisat).
- Geschichte Meklenburgs mit besonderer Berücksichtigung der Culturgeschichte. (2 Bände. 1855/56. - Um 2 Bände erweiterter Nachdruck: Federchen Verlag, Neubrandenburg 1995. ISBN 3-910170-18-8).
  - Band 1. Selbstverlag, Neubrandenburg 1855 (Digitalisat).
  - Band 2. Selbstverlag, Neubrandenburg 1856 (Digitalisat).
- Abriß der meklenburgischen Landeskunde (Naturkunde, Geschichte und Topographie). Hinstorff, Wismar und Ludwigslust 1861 (Digitalisat).